# Djougoun
Djougoun est une localité et une commune rurale malienne, située dans le pays de la Kaarta, de l'arrondissement central de Séféto dans le cercle de Séféto et la région de Kita.

## Villages
La commune s'étend sur 5 localités relevées lors du recensement général de 2009. 
Les villages les plus peuplés sont :
- Karéga (2 846 habitants) ;
- Djougoun (2 485 habitants) ;
- Kobokoto (1 383 habitants).